# Aljoša Buha
Aljoša Buha (Ljubljana, 4. siječnja 1962. – Jablanica, 18. rujna 1986.) bio je bosanskohercegovački basist i član sarajevskih rock grupa Crvena jabuka, Kongres i Flota. 
Rodio se u Ljubljani. Otac mu je Bosanac, a majka Slovenka. 
U Zenici je odrastao i živio je u istoj zgradi gdje i bubnjar Darko Jelčić - Cunja, na Pišću. Poznavao je engleski jezik i radio kao prevoditelj tijekom Zimskih olimpijskih igara u Sarajevu. Prevodio je i tekstove na slovenski. Nakon završetka gimnazije u Zenici započeo je studij na Filozofskom fakultetu u Sarajevu i otišao u vojsku. Bio je stalni suradnik trećeg programa Radio Sarajeva. 
Glazbom se bavio još od osnovne škole. S Cunjom je svirao u gimnazijskom sastavu Flota. Nakon Flote svirao je bas-gitaru i pjevao u new wave grupi Kongres i s njom sudjelovao u snimanju prve ploče "Zarjavele trobente" (Diskoton, 1984).
Studirao je filozofiju i po majci bio podrijetlom iz Nove Gorice. Kako je odlično govorio slovenski jezik, često je prevodio teorijsku literaturu, mahom za treći program Radio Sarajeva, gdje je radio na glazbenim emisijama. Otuda dvije pjesme na slovenskom jeziku na albumu "Kongresa": "Zarjavele trobente" i "Zabava".
Na poziv Cunje 1985. ulazi u sastav Crvena jabuka u vrijeme njegova osnivanja. S njima sudjeluje u snimanju prvog albuma 1986. godine. Poginuo je 18. rujna 1986. kod Jablanice, u prometnoj nesreći na putu za koncert koji je trebao biti održan u Mostaru, zajedno s Draženom Ričlom - Zijom. Sahranjen je u Zenici na groblju u Crkvicama, pored svoje majke.
Njegov je stric poznati profesor i filozof, kasnije političar Aleksa Buha, a Aljošin je otac sinu kojeg je dobio u drugom braku iznova nazvao Aljoša te on također svira bas-gitaru (i to svojega polubrata) i bavi se umjetnošću u Bijeljini, kamo su se u vrijeme rata preselili iz Zenice.

## Vanjske poveznice
- Bend s planeta Zemlja Dražen Žerić - Žera, pevec zasedbe Crvena jabuka. 7dni. 11. veljače 2009. Pristupljeno 4. prosinca 2017. |url-status=dead zahtijeva |archive-url= (pomoć)
- OGNJEN TVRTKOVIĆ, glazbeni kritičar Dela, Ljubljana/Slovenija. 30. ožujka 2000. Skladbu »Zarjavele trobente« napisali su Subašić i Buha, a »Zemlja pleše« Sepe i Strniša. Vjesnik. Inačica izvorne stranice arhivirana 28. listopada 2018. Pristupljeno 4. prosinca 2017.CS1 održavanje: više imena: authors list (link)
- Nova plošča - Oprosti što je ljubavna. Si21. 17. srpnja 2005. Pristupljeno 4. prosinca 2017.
- Crvena jabuka bodo prestolnico obarvali rdeče. Dnevnik. 28. ožujka 2007. Pristupljeno 4. prosinca 2017.
- ZABORAVLJENA PRIČA O ČUVENOJ PJESMI IZ 80-ih. Jutarnji. 8. travnja 2018.